# Šmarna gora
Šmarna gora este o arie protejată (arie specială de conservare — SAC, sit de importanță comunitară — SCI) din Slovenia întinsă pe o suprafață de 1.694,07 ha, integral pe uscat.

## Localizare
Centrul sitului Šmarna gora este situat la coordonatele 46°08′57″N 14°28′01″E / 46.1493°N 14.467°E.

## Înființare
Situl Šmarna gora a fost declarat sit de importanță comunitară în aprilie 2004 pentru a proteja 1 specie de plante și 5 specii de animale. Situl a fost protejat și ca arie specială de conservare în februarie 2012.

## Biodiversitate
Situată în ecoregiunea continentală, aria protejată conține 3 habitate naturale: Pajiști cu Molinia pe soluri calcaroase, turboase sau argilos-nămoloase (Molinion caeruleae), Peșteri inaccesibile publicului, Păduri ilirice de Fagus sylvatica (Aremonio-Fagion).
La baza desemnării sitului se află mai multe specii protejate:
- plante (1): moșișoare (Liparis loeselii)
- amfibieni (1): izvoraș-cu-burta-galbenă (Bombina variegata)
- nevertebrate (4): Austropotamobius torrentium, fluturele-tigru (Callimorpha quadripunctaria), rădașcă (Lucanus cervus), Vertigo angustior